# Чистякова, Светлана Николаевна
Светла́на Никола́евна Чистяко́ва (24 апреля 1939 — 10 августа 2019) — советский и российский педагог, доктор педагогических наук (1988), профессор (1990). Член-корреспондент Российской академии образования (с 14 апреля 1999) по Отделению базового профессионального образования, действительный член РАО с 21 апреля 2016 года, академик-секретарь Отделения профессионального образования РАО.

## Биография
Родилась в 1939 в Вологде в семье проректора Вологодского пединститута Николая Чистякова. В 1941 была эвакуирована в Сталинск. В 1963 году окончила факультет Русского языка и литературы НГПИ. Работала учителем, пионервожатой, методистом кабинета воспитательной работы. В 1970 году защитила кандидатскую диссертацию, в 1983-м — докторскую диссертацию. Научный руководитель журнала «Профессиональное образование. Столица». Главный научный сотрудник ИСМО РАО, заведующая центром самоопределения и профессиональной ориентации ИСМО РАО, научный руководитель межшкольного учебного комбината № 13 «Хамовники» г. Москвы, координатор Международной сети школ продуктивного образования.

## Публикации и общественная деятельность
Соавтор первого профориентационного курса «Основы производства. Выбор профессии», который в восьмидесятые годы был обязательным предметом школьной программы, и Концепции профессионального самоопределения (1993). При активном участии и под руководством С. Н. Чистяковой создан ряд учебников и учебно-методических комплектов для школьников и педагогов, развивающих идею интегративного профориентационного курса, в том числе «Твоя профессиональная карьера», «Слагаемые выбора профиля обучения и траектории дальнейшего образования», «Мой выбор», рекомендации Министерства образования и науки РФ по реализации предпрофильной подготовки «Чистякова, С. Н. Профессиональные пробы и выбор профессии».
Имеет более 100 печатных работ, в том числе 6 книг. Крупный специалист в области методов среднего образования.
Под научным руководством Светланы Николаевны Чистяковой защищены 75 кандидатских и 13 докторских диссертационных исследований. За многолетнюю научную и преподавательскую деятельность Светланой Николаевной подготовлены тысячи квалифицированных специалистов в области профессиональной ориентации молодёжи.
Председатель Академии профессионального образования РФ

## Семья
Отец — Николай Николаевич Чистяков.